# Péninsule de Natsudomari
La Péninsule de Natsudomari (夏泊半島, Natsudomari-hontō) est situé au nord de l'île japonaise de Honshū et fait face à la baie de Mutsu. Elle dépend administrativement de la préfecture d'Aomori et plus particulièrement du bourg de Hiranai.

## Géographie
La péninsule est comprise entre deux baies, celle d'Aomori à l'ouest et celle de Noheji à l'ouest.